# 1. FC Pressig
Der 1. FC Pressig ist ein deutscher Fußballverein aus dem in Bayern gelegenen Oberfranken. Seinen Standort hat der Verein in der gleichnamigen Marktgemeinde Pressig (Landkreis Kronach).

## Geschichte
Der Verein wurde im Jahr 1921 gegründet. Während der Zeit des Nationalsozialismus wurde er mit dem örtlichen Turnverein zusammengelegt und nach Kriegsende wieder selbständig.
Sportlich größter Erfolg war der Aufstieg in die 1. Amateurliga Nordbayern im Jahr 1954, in der er sich zwei Spielzeiten lang hielt.
Von 2012/13 bis inklusive der Saison 2017/18 spielte die Mannschaft als SG Pressig/Rothenkirchen.

## Ligazugehörigkeiten
Folgend die Ligazugehörigkeiten und Platzierungen des 1. FC Pressig. Rot hinterlegte Platzierungen zeigen einen Abstieg und grün hinterlegte einen Aufstieg an.
| Saison  | Spielklasse                            | Platzierung | Tore   | Tordifferenz | Punkte |
| ------- | -------------------------------------- | ----------- | ------ | ------------ | ------ |
| 2004/05 | Kreisklasse KC-KK Kreis Kronach        | 12/16       | 49:74  | −25          | 32     |
| 2005/06 | Kreisklasse KC-KK Kreis Kronach        | 15/16       | 35:94  | −59          | 7      |
| 2006/07 | A-Kasse KC A-2/Kreis Coburg/Kronach    | 6/14        | 105:59 | +46          | 43     |
| 2007/08 | A-Kasse KC A-2/Kreis Coburg/Kronach    | 6/14        | 83:62  | +21          | 47     |
| 2008/09 | A-Kasse KC A-2/Kreis Coburg/Kronach    | 10/13       | 43:89  | +46          | 22     |
| 2009/10 | A-Kasse KC A-2/Kreis Coburg/Kronach    | 3/13        | 53:31  | +22          | 42     |
| 2010/11 | A-Kasse KC A-2/Kreis Coburg/Kronach    | 1/11        | 84:27  | +57          | 48     |
| 2011/12 | Kreisklasse KC-KK Kreis Coburg/Kronach | 15/16       | 65:134 | −69          | 27     |
| 2012/13 | A-Kasse A-3 KC/Kreis Coburg/Kronach    | 1/14        | 139:24 | +115         | 71     |
| 2013/14 | Kreisklasse KC-KK Kreis Coburg/Kronach | 16/16       | 44:139 | −95          | 11     |
| 2014/15 | A-Kasse KC A-2/Kreis Coburg/Kronach    | 14/16       | 52:92  | −40          | 25     |
| 2015/16 | A-Kasse 6/Kreis Coburg/Kronach         | 10/15       | 51:92  | −41          | 22     |
| 2016/17 | A-Kasse 6/Kreis Coburg/Kronach         | 13/15       | 49:76  | −27          | 26     |
| 2017/18 | A-Kasse 6/Kreis Coburg/Kronach         | 14/14       | –      | –            | –      |
| 2018/19 | B-Klasse 4/Kreis Coburg/Kronach        | 1/14        | 97:37  | +60          | 56     |

## Verein
Dem Verein gehören 275 Mitglieder an. Es existieren weitere Abteilungen Gymnastik, Tischtennis und Turnen. Es existiert eine zweite Mannschaft sowie eine U-19-Mannschaft.